# China Creek
Der China Creek ist ein Gewässer und Waldgebiet in Vancouver Island, British Columbia, Kanada. Am China Creek, unmittelbar am Zufluss in den Alberni Inlet, befinden sich ein kleiner Hafen (China Creek Marina) sowie ein Campingplatz, zirka neun Kilometer südlich von Port Alberni. Außer über den Inlet ist der Hafen über die Franklin River Road zu erreichen. Das Gewässer selbst entspringt zirka 10 Kilometer östlich des Inlets und fließt dann in den Inlet hinein.

## Geschichte
Im Jahr 1862 wurde Gold am China Creek entdeckt, in den 1890er Jahren folgten weitere kleine Funde im Alberni Inlet am China Creek und am Mineral Creek. Die Goldsuche erstreckte sich bis weit in die 1960er Jahre, wobei es in den 1930er-Jahren einen Höhepunkt in den Aktivitäten gab. So führte eine Bergbaubahn der Alberni-Pacific Lumber Company von Port Alberni nach China Creek hinein, während von den Claims am Mount McQuillan (zirka 3 km südöstlich vom Mündungsbereich des China Creek) ein anderthalb Meilen langer Trail an die Bahnstrecke heranführte. Die Herkunft des Namens China Creek hat ebenfalls mit der Goldsuche zu tun, da es vorwiegend Chinesen waren, die Mitte des 19. Jahrhunderts das Schürfgeschäft betrieben.